# Кинбурн (фрегат, 1786)
Кинбурн, Покров Богородицы — российский парусный 44-пушечный фрегат российского военного флота, (1786 года постройки) Черноморского флота.

## История
Парусный фрегат 1786 года постройки, спущен на воду в 1786 году на Гнилотонской верфи, вошёл в состав Черноморского флота. В 1787 году — перешёл с Дона в Таганрог; затем — в Севастополь. Своё изначальное название «Кинбурн» (также: Кил-бурун,тур. Kılburun) — турецкая крепость XV века на Кинбурнской косе в устье Днепра) фрегат носил 2 года.

Участвовал в войне с Турцией 1787—1791 годов. С 1788 год фрегат получил название «Покров Богородицы».
18 июня 1788 года в составе эскадры контр-адмирала графа М. И. Войновича вышел из Севастополя. 30 июня у Очакова эскадра встретила турецкий флот, который пошел к югу; русская эскадра двигалась параллельным курсом. 3 июля 1788 года — фрегат участвовал в сражении у острова Фидониси. До 06 июня русские суда маневрировали, чтобы не допустить турецкую эскадру к берегам Крыма, а 19 июня вернулись в Севастополь. 24 августа эскадра вновь вышла в море, у мыса Херсонес суда попали в сильный шторм, ветром «Кинбурн» унесло к Балаклаве. После перемены ветра 1 сентября он прибыл в Севастополь. Со 2 по 19 ноября 1788 эскадра выходила в крейсерство к косе Тендра, но не обнаружив противника вернулась.
С 18 сентября по 4 ноября 1789 года в составе эскадр Ф. Ф. Ушакова и графа М. И. Войновича фрегат трижды выходил в крейсерство к о. Тендра, Гаджибею и устью Дуная, но турки избегали встреч с русским флотом.
2 июля 1790 года в составе эскадры контр-адмирала Ф. Ф. Ушакова он вышел из Севастополя и 8 июля стал на якорь у входа в Керченский пролив. Когда со стороны Анапы показался турецкий флот, эскадра снялась с якоря. Фрегат участвовал 8 (19) июля 1790 года в сражении у Керченского пролива, шёл в составе кордебаталии:
№ 205
ПРИЛОЖЕНИЕ К РАПОРТУ Ф. Ф. УШАКОВА
Г. А. ПОТЕМКИНУ О СРАЖЕНИИ В КЕРЧЕНСКОМ ПРОЛИВЕ
8 ИЮЛЯ 1790 ГОДА С ПОКАЗАНИЕМ ОРДЕРА БАТАЛИИ
РУССКОГО ФЛОТА
Линия построения Севастопольского флота против неприятеля.
Передовой корабль «Святой Георгий».
За ним фрегат «Иоанн Воинственник»,
корабль «Мария Магдалина»*
корабль «Иоанн Богослов»,
фрегат «Св. Иероним»,
корабль «Преображение»,
фрегат «Покров Богородицы»,
корабль «Рождество Христово»,
корабль «Александр»,
фрегат «Амвросий Медиоланский»
корабль «Св. Владимир»,
фрегат «Кирилл Белозерский»,
корабль «Петр Апостол»,
корабль «Св. Павел»,
фрегат «Нестор Преподобный»,
задний корабль «Андрей».
А когда фрегаты по сигналу из линии отделились для
корпуса резерва, тогда корабли в том же порядке сомкнули
дистанцию весьма близко один к другому.

Контр-адмирал и кавалер Федор Ушаков.
12 июля 1790 — фрегат с эскадрой вернулся в Севастополь. 25 августа с эскадрой вышел к Очакову для соединения с Лиманской эскадрой.
28 августа 1790 года участвовал в сражении у мыса Тендра, находился в корпусе резерва авангарда. 8 сентября вернулся с эскадрой в Севастополь.
Больше фрегат в море не выходил; он был признан ветхим и переоборудован в киленбалок.

## Командиры корабля
- 1786—1789 — Н. П. Кумани;
- 1790 — И. И. Ознобишин.